# Stanislav Tšerepanov
Stanislav Tšerepanov (ros. Станислав Алексеевич Черепанов, Stanisław Aleksiejewicz Czerepanow) ur. 15 lutego 1969 w Tallinnie)  – estoński samorządowiec i polityk narodowości rosyjskiej, przewodniczący Partii Rosyjskiej Estonii (2002–2012), wiceburmistrz i burmistrz Paldiski (2012–2013). Obecnie radny miejski.

## Życiorys
Pochodzi z mieszanej rodziny – ojciec był Rosjaninem, matka Estonką. Kształcił się w 51. szkole średniej w Tallinnie. W latach 1987–1989 służył w Armii Sowieckiej w obwodzie murmańskim. Ukończył studia na Wydziale Ekonomii Tallińskiego Uniwersytetu Technicznego oraz na Wydziale Prawa Moskiewskiego Państwowego Uniwersytetu Społecznego.
Po 1990 roku zajmował się m.in. biznesem. Od 1997 roku był członkiem Międzynarodowego Kolegium Adwokatów Sankt Petersburg, następnie współpracował m.in. z biurem prawnym Statam International. Zaangażował się w działalność polityczną na rzecz mniejszości rosyjskiej w Estonii, zasiadał w zarządzie Partii Rosyjsko-Bałtyckiej, był także jej sekretarzem generalnym. W latach 1999–2002 pełnił funkcję zastępcy naczelnika dzielnic Lasnamäe i Haabersti w Tallinnie. W grudniu 2002 – po zjednoczeniu rosyjskich ugrupowań politycznych działających w Estonii – został przewodniczącym Rosyjskiej Partii Estonii. Funkcję sprawował do zjednoczenia się ugrupowania z Partią Socjaldemokratyczną ((Sotsiaaldemokraatlik Erakond, SDE), które nastąpiło na przełomie 2011 i 2012 roku. W SDE został członkiem zarządu.
17 stycznia 2013 został wybrany przewodniczącym struktur SDE w mieście Paldiski. 5 lutego rada miejska wybrała go na burmistrza miasta. W wyborach samorządowych z 2013 stanął na czele listy socjaldemokratów do rady miejskiej. Po przegranej SDE w wyborach został jedynym radnym tej partii w Paldiski, stracił stanowisko burmistrza.
Od lat działa na rzecz mniejszości rosyjskiej w Estonii. Jest założycielem i członkiem zarządu Rosyjskiego Muzeum Estonii, przewodniczącym stowarzyszenia Rosyjska Autonomia Kulturalna, wraz z Tatjaną Ždanoką współzakładał Rosyjski Sojusz Europejski i Federację Rosyjskich Partii Unii Europejskiej. Przygotowywał analizy dla Parlamentu Europejskiego poświęcone statusowi osób pozbawionych obywatelstwa Estonii, dzięki czemu nie-obywatele uzyskali prawo do podróży w ramach UE bez wiz.
Żonaty, ma dwoje dzieci. Jest prawosławny.